# サン・パオロ・ソルブリート
サン・パオロ・ソルブリート（伊: San Paolo Solbrito）は、イタリア共和国ピエモンテ州アスティ県にある、人口約1,200人の基礎自治体（コムーネ）。

## 地理

### 位置・広がり

#### 隣接コムーネ
隣接するコムーネは以下の通り。
- ドゥジーノ・サン・ミケーレ
- モンタフィーア
- ロアット
- ヴィッラフランカ・ダスティ
- ヴィッラノーヴァ・ダスティ

#### 地震分類
イタリアの地震リスク階級 (it) では、4 に分類される
。